# Donald Ethell

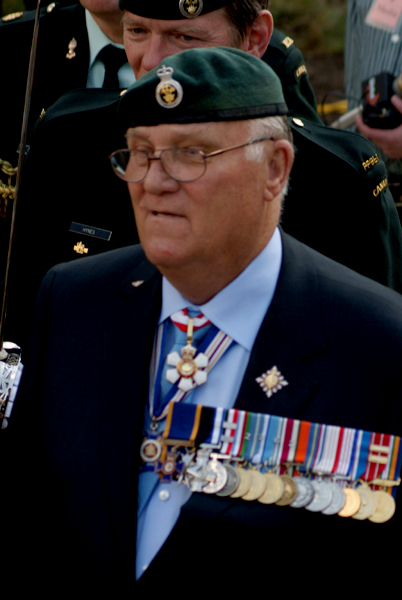

Donald Stewart Ethell OC OMM AOE MSC CD (Vancouver, 23 de julho de 1937) é um ex-coronel do Exército Canadense, e foi o 17º Vice-Governador da Província de Alberta

## Carreira
Ethell nasceu em Vancouver, British Columbia , em 1937, filho de uma enfermeira e de um suboficial da marinha . Ele se alistou no Exército Canadense  em 1955, após ser rejeitado pela Marinha Canadense e pela Força Aérea Canadense.
Ethell alistou-se como fuzileiro nos Fuzileiros da Rainha do Canadá, com 17 anos e passou por treinamento básico no Currie Quartel em Calgary. Ele serviu na Alemanha Ocidental durante a Guerra Fria e rebatizado para Princess Patricia's Canadian Light Infantry, em 1970, quando os Fuzileiros da Rainha do Canadá foram removidos do serviço militar regular. Ele subiu através das patentes desde suboficial, subtenente, até comandante, em 1972.
Demonstrando uma capacidade de liderança, Ethell subiu para o posto de coronel. Ele tornou-se sucessivamente  um veterano de 14  missões internacionais de manutenção da paz, com missões em Chipre, Líbano, Síria, Jordânia, Egito, Israel, América Central e Balcãs. Após sua aposentadoria militar em 1993, Ethell se envolveu em causas humanitárias, incluindo o CARE Canada.
Ele é um oficial da  Ordem do Canadá, e a Ordem do Mérito Militar e membro da Ordem de Excelência de Alberta.

## Vice-governador
Em 8 de abril de 2010, o Primeiro-Ministro, Stephen Harper, anunciou a nomeação dele como o próximo vice-Governador da província de Alberta. Ele foi empossado em 11 de Maio de 2010. Ele também foi nomeado Cavaleiro da Justiça na Venerável Ordem de São João em 11 de setembro de 2010, e empossado como vice-prior da ordem do Conselho de Alberta.
Como o representante do vice-reinado em Alberta, ele recebeu o tratamento de "Sua Excelência", enquanto no cargo e tem o direito ao tratamento "o Honorável" para a vida. Ele sucedeu Norman Kwong.
Durante seu período como vice-Governador, Ethell atuou nos mandatos de Alison Redford, Dave Hancock, e Jim Prentice, todos Premieres de Alberta. Rachel Notley foi empossada em seu nome por Catherine Fraser, a Chefe de Justiça da província de Alberta, uma vez que Ethell estava se recuperando de uma cirurgia nas costas.